# Radmila Petrović
Radmila (Miljanić) Petrović; czarnog. Радмила (Миљанић) Петровић) (ur. 19 kwietnia 1988 w Nikšiciu) – czarnogórska piłkarka ręczna, reprezentantka kraju grająca na pozycji prawoskrzydłowej. Wicemistrzyni olimpijska 2012. Mistrzyni Europy 2012.
Obecnie występuje w Budućnost Podgorica.

## Sukcesy

### reprezentacyjne
Igrzyska Olimpijskie:
- 2012

Mistrzostwa Europy:
- 2012

### klubowe
Mistrzostwa Czarnogóry:
- 2007, 2008, 2009, 2010, 2011, 2012, 2013, 2014, 2015, 2016

Puchar Czarnogóry:
- 2007, 2008, 2009, 2010, 2011, 2012, 2013, 2014, 2015, 2016

Liga Mistrzyń:
- 2012
- 2014

Liga Regionalna:
- 2010, 2011, 2012, 2013, 2014, 2015, 2016
- 2009